# Carl Sved
Carl Sved, född 23 juli 1843 i Delsbo församling i Gävleborgs län, död 31 oktober 1921 i Delsbo församling, var en svensk musiker och traditionsbärare inom svensk folkmusik. Han var målarson från Stömne och skomakare 1866 i Långede men flyttade 1880 till Mora i socknen.

## Biografi
Carl Sved är tillsammans med Erik Ljung "Kusen" en ganska undanskymd, men viktig, representant för folkmusiken från området kring Delsbo socken i Hälsingland. Spelstilen var, liksom spelkamraten Ljungs, ålderdomlig, och betraktades som alltför rå av mer moderna spelmän som Thore Härdelin (d.ä.). Genom något yngre spelmän som Mattias Blom och Grubb Anders Jonsson är speldialekten fortfarande bevarad.
Sved var den mest anlitade bröllopsspelmannen i Delsbo under sent 1800-tal och tidigt 1900-tal och han vann första pris vid spelmanstävlingarna i Delsbo, Bollnäs och Hudiksvall i början av 1900-talet för sin utsmyckade spelstil. Traditionen förvaltas av bland andra medlemmarna ur Skäggmanslaget, Britt-Marie Swing, Hans-Olov Olsson och Johan Ask. Sved finns bland annat representerad på musikalbumen "Pjål, Gnäll och Ämmel", "Kniviga låtar tillägnade länsman i Delsbo" och "Thore Härdelin som Hultkläppen".
En föregångare till Sved var Riddar-Lasse, efter vilken han bland annat hade låten "Riddar-Lasses polska". Riddar-Lasse hade i sin tur lärt sig låten efter en ännu äldre spelman kallad "Blinda Palm".